# Hugo Vandermersch
Hugo Vandermersch (Blendecques, 5 maggio 1999) è un calciatore francese, difensore del San Gallo.

## Carriera
Cresciuto nel settore giovanile del Boulogne, il 26 giugno 2017 passa al Caen 2, con cui firma un biennale; il 23 luglio 2019 firma il primo contratto professionistico con il club del Calvados, di durata triennale. Il 18 febbraio 2020, impiegato con regolarità nella prima stagione in Ligue 2, prolunga fino al 2024; il 30 aprile 2021 si infortuna gravemente al ginocchio sinistro, riportando la rottura del legamento crociato interno e subendo uno stop forzato di sei mesi. Il 14 giugno 2022 rinnova con i rossoblu fino al 2026.

## Statistiche

### Presenze e reti nei club
Statistiche aggiornate al 22 novembre 2022.
| Stagione        | Squadra         | Campionato      | Campionato | Campionato | Coppe nazionali | Coppe nazionali | Coppe nazionali | Coppe continentali | Coppe continentali | Coppe continentali | Altre coppe | Altre coppe | Altre coppe | Totale | Totale |
| Stagione        | Squadra         | Comp            | Pres       | Reti       | Comp            | Pres            | Reti            | Comp               | Pres               | Reti               | Comp        | Pres        | Reti        | Pres   | Reti   |
| --------------- | --------------- | --------------- | ---------- | ---------- | --------------- | --------------- | --------------- | ------------------ | ------------------ | ------------------ | ----------- | ----------- | ----------- | ------ | ------ |
| 2019-2020       | Caen            | L2              | 19         | 0          | CF+CdL          | 4+1             | 1+0             | -                  | -                  | -                  | -           | -           | -           | 24     | 1      |
| 2020-2021       | Caen            | L2              | 31         | 0          | CF              | 2               | 0               | -                  | -                  | -                  | -           | -           | -           | 33     | 0      |
| 2021-2022       | Caen            | L2              | 18         | 1          | CF              | 1               | 0               | -                  | -                  | -                  | -           | -           | -           | 19     | 1      |
| 2022-2023       | Caen            | L2              | 13         | 0          | CF              | 1               | 0               | -                  | -                  | -                  | -           | -           | -           | 14     | 0      |
| Totale carriera | Totale carriera | Totale carriera | 81         | 1          |                 | 9               | 1               |                    | -                  | -                  |             | -           | -           | 90     | 2      |